# Kristian Kroman
Kristian Frederik Vilhelm Kroman, född den 29 mars 1846, död den 27 juli 1925, var en dansk filosof.
Kroman blev 1863 seminarist och 1869 student, tog 1874 magisterkonferensen och 1877 doktorsgraden. Han blev 1883 docent, 1884 professor i filosofi och pedagogik vid Köpenhamns universitet samt var 1886-99 undervisningsministeriets pedagogiska konsulent. Han lämnade professuren 1922. 
I Kromans doktorsavhandling, Den exakte Videnskabs Indlæg i Problemet om Sjælens Existens, avvisar han bestämt Spinozas och Fechners teorier om förhållande mellan kropp och själ. Han betonar även vetenskapens begränsade förmåga att uttala sig inom området. Frithiof Brandt avger följande omdöme i Svensk uppslagsbok: "K. var en fin och skarpsinnig tänkare och hans språk sällsynt klart och genomskinligt."
Kroman sökte ivrigt främja införandet av gymnastik och slöjd i undervisningen. I Om Maal og Midler for den højere Skoleundervisning (1886) framlade han förslag till en skola för allmänbildning, byggd företrädesvis på matematik och naturvetenskap, med åsidosättande av latinet. Ett säreget intresse visade han genom Kapsejladsens Logik. Bidrag til Løsning af Maale-problemet (1893).
Hans främsta arbeten är Tænke- og sjælelære (1882; 2:a upplagan 1888), Vor Naturkjendelse. Bidrag til en Mathematikens og Fysikens Theori (1883), Isaac Newton og hans betydning for videnskaben (1884),  Kortfattet tænke- og sjælelære (1889; 4:e upplagan 1905), Etik. Almindelig del (1904), Organisk mekanik (1912), Relativitetsprincippet (1915-17), Muskelvirksomheden (1917) och Matematikken og Erkendelseslæren (1920).